# Pectis caymanensis
Pectis caymanensis là một loài thực vật có hoa trong họ Cúc. Loài này được (Urb.) Rydb. mô tả khoa học đầu tiên năm 1916.